# فيرجيل جونسون
فيرجيل جونسون (بالإنجليزية: Virgil Johnson)‏ هو لاعب هوكي الجليد أمريكي، ولد في 4 مارس 1909، وتوفي في 9 سبتمبر 1993.

## وصلات خارجية
- فيرجيل جونسون على موقع دوري الهوكي الوطني (الإنجليزية)
- فيرجيل جونسون على موقع قاعة مشاهير الهوكي (لاعب أن.إتش.أل) (الإنجليزية)
- فيرجيل جونسون على موقع EliteProspects.com (الإنجليزية)
- فيرجيل جونسون على موقع HockeyDB.com (الإنجليزية)
- فيرجيل جونسون على موقع Hockey-Reference.com (الإنجليزية)